# Superliga (pallavolo femminile, Albania)
La Superliga, massima divisione del campionato albanese, è una competizione pallavolistica per squadre di club albanesi femminili, organizzata con cadenza annuale dalla FSHV.

## Edizioni
| Dal 1946 al 2013 la competizione è denominata Top Volley Liga |                  |                  |                  |
| 1946 Dettagli                                                 | 17 Nëntori       | -                | -                |
| 1947 Dettagli                                                 | Vllaznia         | -                | -                |
| 1948 Dettagli                                                 | 17 Nëntori       | -                | -                |
| 1949 Dettagli                                                 | Ylli i Kuq       | -                | -                |
| 1950 Dettagli                                                 | 17 Nëntori       | -                | -                |
| 1951 Dettagli                                                 | 17 Nëntori       | -                | -                |
| 1952 Dettagli                                                 | 17 Nëntori       | -                | -                |
| 1953 Dettagli                                                 | Studenti Tirana  | -                | -                |
| 1954 Dettagli                                                 | Partizani Tirana | -                | -                |
| 1955 Dettagli                                                 | 17 Nëntori       | -                | -                |
| 1956 Dettagli                                                 | Skënderbeu       | -                | -                |
| 1957 Dettagli                                                 | Vllaznia         | -                | -                |
| 1958 Dettagli                                                 | Skënderbeu       | -                | -                |
| 1959 Dettagli                                                 | 17 Nëntori       | -                | -                |
| 1960 Dettagli                                                 | Vllaznia         | -                | -                |
| 1961 Dettagli                                                 | 17 Nëntori       | -                | -                |
| 1962 Dettagli                                                 | 17 Nëntori       | -                | -                |
| 1963 Dettagli                                                 | 17 Nëntori       | -                | -                |
| 1964 Dettagli                                                 | 17 Nëntori       | -                | -                |
| 1965 Dettagli                                                 | Flamurtari       | -                | -                |
| 1966 Dettagli                                                 | 17 Nëntori       | -                | -                |
| 1967 Dettagli                                                 | 17 Nëntori       | -                | -                |
| 1968-69 Dettagli                                              | 17 Nëntori       | -                | -                |
| 1969-70 Dettagli                                              | Studenti Tirana  | -                | -                |
| 1970-71 Dettagli                                              | Studenti Tirana  | -                | -                |
| 1971-72 Dettagli                                              | Skënderbeu       | -                | -                |
| 1972-73 Dettagli                                              | Skënderbeu       | -                | -                |
| 1973-74 Dettagli                                              | Dinamo Tirana    | -                | -                |
| 1974-75 Dettagli                                              | Dinamo Tirana    | -                | -                |
| 1975-76 Dettagli                                              | Dinamo Tirana    | -                | -                |
| 1976-77 Dettagli                                              | Dinamo Tirana    | -                | -                |
| 1977-78 Dettagli                                              | Dinamo Tirana    | -                | -                |
| 1978-79 Dettagli                                              | Dinamo Tirana    | -                | -                |
| 1979-80 Dettagli                                              | Dinamo Tirana    | -                | -                |
| 1980-81 Dettagli                                              | Dinamo Tirana    | -                | -                |
| 1981-82 Dettagli                                              | Dinamo Tirana    | -                | -                |
| 1982-83 Dettagli                                              | Dinamo Tirana    | -                | -                |
| 1983-84 Dettagli                                              | Dinamo Tirana    | -                | -                |
| 1984-85 Dettagli                                              | Skënderbeu       | -                | -                |
| 1985-86 Dettagli                                              | Skënderbeu       | -                | -                |
| 1986-87 Dettagli                                              | Dinamo Tirana    | -                | -                |
| 1987-88 Dettagli                                              | Dinamo Tirana    | -                | -                |
| 1988-89 Dettagli                                              | Dinamo Tirana    | -                | -                |
| 1989-90 Dettagli                                              | Dinamo Tirana    | -                | -                |
| 1990-91 Dettagli                                              | Dinamo Tirana    | -                | -                |
| 1991-92 Dettagli                                              | Tirana           | -                | -                |
| 1992-93 Dettagli                                              | Lushnja          | -                | -                |
| 1993-94 Dettagli                                              | Tirana           | -                | -                |
| 1994-95 Dettagli                                              | Dinamo Tirana    | -                | -                |
| 1995-96 Dettagli                                              | Lushnja          | -                | -                |
| 1996-97 Dettagli                                              | Lushnja          | -                | -                |
| 1997-98 Dettagli                                              | Lushnja          | -                | -                |
| 1998-99 Dettagli                                              | Teuta            | -                | -                |
| 1999-00 Dettagli                                              | Teuta            | -                | -                |
| 2000-01 Dettagli                                              | Teuta            | -                | -                |
| 2001-02 Dettagli                                              | Dinamo Tirana    | -                | -                |
| 2002-03 Dettagli                                              | Studenti Tirana  | -                | -                |
| 2003-04 Dettagli                                              | Dinamo Tirana    | -                | -                |
| 2004-05 Dettagli                                              | Studenti Tirana  | -                | -                |
| 2005-06 Dettagli                                              | Teuta            | -                | -                |
| 2006-07 Dettagli                                              | Dinamo Tirana    | -                | -                |
| 2007-08 Dettagli                                              | Tirana           | -                | -                |
| 2008-09 Dettagli                                              | Tirana           | -                | -                |
| 2009-10 Dettagli                                              | Tirana           | Barleti          | Minatori Rrëshen |
| 2010-11 Dettagli                                              | Minatori Rrëshen | Tirana           | Barleti          |
| 2011-12 Dettagli                                              | Minatori Rrëshen | Barleti          | Tirana           |
| 2012-13 Dettagli                                              | Tirana           | Barleti          | -                |
| Dal 2013 al 2021 la competizione è denominata Grupi A1        |                  |                  |                  |
| 2013-14 Dettagli                                              | Barleti          | Partizani Tirana | -                |
| 2014-15 Dettagli                                              | Barleti          | Tirana           | -                |
| 2015-16 Dettagli                                              | Barleti          | Partizani Tirana | -                |
| 2016-17 Dettagli                                              | ' Barleti        | Partizani Tirana | -                |
| 2017-18 Dettagli                                              | Partizani Tirana | Barleti          | -                |
| 2018-19 Dettagli                                              | Partizani Tirana | Tirana           | -                |
| 2019-20 Dettagli                                              | Non assegnata    | Non assegnata    | Non assegnata    |
| 2020-21 Dettagli                                              | Partizani Tirana | Tirana           | -                |
| Dal 2021 la competizione è denominata Superliga               |                  |                  |                  |
| 2021-22 Dettagli                                              | Skënderbeu       | Tirana           | -                |
| 2022-23 Dettagli                                              | Partizani Tirana | Skënderbeu       | -                |
| 2023-24 Dettagli                                              | Skënderbeu       | Tirana           | -                |

## Palmarès
| Squadra          | Titolo | Edizione |
| ---------------- | ------ | --- |
| Dinamo Tirana    | 20     | 1973-74, 1974-75, 1975-76, 1976-77, 1977-78, 1978-79, 1979-80, 1980-81, 1981-82, 1982-83, 1983-84, 1986-87, 1987-88, 1988-89, 1989-90, 1990-91, 1994-95, 2001-02, 2003-04, 2006-07 |
| Tirana           | 20     | 1946, 1948, 1950. 1951, 1952, 1955, 1959, 1961, 1962, 1963, 1964, 1966, 1967, 1968-69, 1991-92, 1993-94, 2007-08, 2008-09, 2009-10, 2012-13                                        |
| Skënderbeu       | 8      | 1956, 1958, 1971-72, 1972-73, 1984-85, 1985-86, 2021-22, 2023-24 |
| Studenti Tirana  | 5      | 1953, 1969-70, 1970-71, 2002-03, 2004-05 |
| Teuta            | 5      | 1949, 1998-99, 1999-00, 2000-01, 2005-06 |
| Partizani Tirana | 5      | 1954, 2017-18, 2018-19, 2020-21, 2022-23 |
| Barleti          | 4      | 2013-14, 2014-15, 2015-16, 2016-17 |
| Lushnja          | 4      | 1992-93, 1995-96, 1996-97, 1997-98 |
| Vllaznia         | 3      | 1947, 1957, 1960 |
| Minatori Rrëshen | 2      | 2010-11, 2011-12 |
| Flamurtari       | 1      | 1965 |